# Dalton Pompey
Dalton Kenrick Pompey (né le 11 décembre 1992 à Mississauga, Ontario, Canada) est un voltigeur des Blue Jays de Toronto de la Ligue majeure de baseball.

## Carrière
Dalton Pompey est repêché au 16e tour de sélection par les Blue Jays de Toronto en 2010. Il brûle les étapes dans les ligues mineures en 2014, une saison qu'il amorce au niveau A+ pour la terminer chez les Blue Jays. Avec 3 clubs-écoles de la franchise torontoise, il maintient une moyenne au bâton de ,317 et un pourcentage de présence sur les buts de ,392 avec 140 coups sûrs en 113 matchs, 51 points produits et 43 buts volés. En juillet, il participe au match des étoiles du futur à Minneapolis.
Il fait ses débuts dans le baseball majeur avec Toronto le 2 septembre 2014 face aux Rays de Tampa Bay. Il est le 19e joueur canadien et le 6e Ontarien à porter l'uniforme des Blue Jays.
Il dispute 17 matchs des Blue Jays en 2014. Son premier coup sûr dans les majeures est réussi le 19 septembre 2014 aux dépens du lanceur Hiroki Kuroda des Yankees de New York. Quelques jours plus tard, le 23 septembre, Pompey réussit contre le lanceur Felix Hernandez des Mariners de Seattle son premier coup de circuit dans les majeures.
Nommé voltigeur de centre des Blue Jays pour la saison 2015, il est cédé aux ligues mineures, où il passe la majorité de l'année, après un mois d'avril improductif. Après 34 matchs de saison régulière pour Toronto, il est ajouté à l'effectif pour les séries éliminatoires. Durant celles-ci, il est notablement introduit comme coureur suppléant dans les matchs du 9 octobre contre Texas et du 23 octobre face à Kansas City et, à chaque occasion, enchaîne les vols des deuxième et troisième buts,. En 5 matchs éliminatoires en 2015, Pompey réussit donc 4 vols de buts et obtient un passage au bâton, qui résulte en un coup sûr contre Kansas City.